# اسکورل
اسکورل (به هلندی: Schoorl) یک منطقهٔ مسکونی در هلند است که در برخن، هلند شمالی واقع شده‌است.